# Hünenbetten von Archsum
Die Reste der beiden Hünenbetten von Archsum befinden sich südwestlich von Archsum auf der Insel Sylt, im Kreis Nordfriesland in Schleswig-Holstein. Sie liegen auf der Seeseite des Nössedeichs, nahe am Merelmerskhoog. Die Sylter nennen diese Stelle Mootjis Küül, "Großmutters Kuhle". Sie entstanden zwischen 3500 und 2800 v. Chr. und sind Megalithanlagen der Trichterbecherkultur (TBK). „Neolithische Monumente sind Ausdruck der Kultur und Ideologie jungsteinzeitlicher Gesellschaften. Ihre Entstehung und Funktion gelten als Kennzeichen der sozialen Entwicklung“.

## Grab 1
Die Steine des Grabes werden bei Ebbe sichtbar, sie liegen im Watt und sind der Zerstörung durch die Nordsee ausgesetzt. Die Lage der Steine hat sich durch den ständigen Eingriff der See verändert, somit ist die ursprüngliche Grabkammer nicht mehr zu erkennen.
Im "Atlas der Megalithgräber Deutschlands" von Ernst Sprockhoff wird das Hünenbett als "Sprockhoff 7" geführt.
Das Langbett wurde 1963 von Gottfried Schäfer untersucht. Er legte eine fast unbeschädigte Steinkammer frei.
Die Kammer ist ein Dolmen mit dem Innenmaß von 2,3 × 1,2 m. Sie bestand aus drei Tragsteinpaaren. Gegen die westliche Schmalseite war ein großer flacher Findling gelehnt. Den Abschluss der Ostseite bildete ein in den Boden eingelassener Eintrittsstein.

## Grab 2

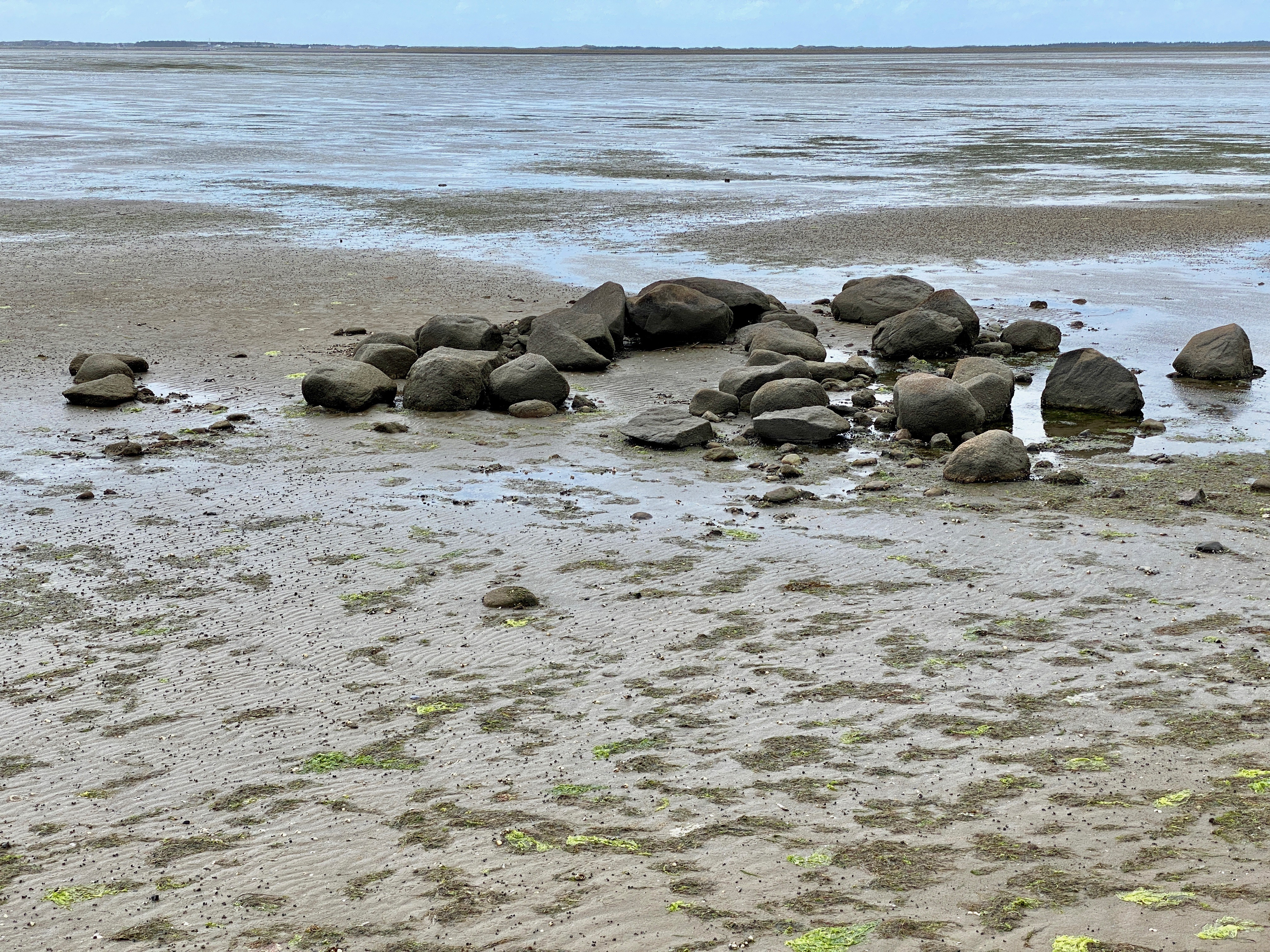
Hünenbett 2 von Archsum

20 m nordwestlich von Grab 1 befindet sich ein weiteres Hünenbett.
Im "Atlas der Megalithgräber Deutschlands" von Ernst Sprockhoff wird es als "Sprockhoff 8" geführt.
Auch dieses Grab wurde von Gottfried Schäfer in 1963 untersucht. Im fünf bis sechs Meter breiten Hünenbett fand er zwei Kammern.
Die westliche Kammer bildeten an der südlichen Längsseite drei, an der nördlichen Längsseite zwei Tragsteine. An der östlichen und westlichen Schmalseite war je ein relativ flacher Findling angelehnt. Ein Bodenbelag aus Steinfliesen war nur an einigen Stellen erhalten.
Die östliche Kammer wird an der südlichen Längsseite von zwei, an der nördlichen Längsseite von einem Tragstein gebildet. An der östlichen und westlichen Schmalseite war je ein Findling aufgestellt.